# Лео Вайт
Лео Вайт (англ. Leo White; 10 листопада 1882 — 20 вересня 1948) — американський актор театру і кіно, відомий завдяки участі в багатьох фільмах Чарлі Чапліна. Всього за роки своєї кіно кар'єри знявся в близько 400 фільмах.
Народився в Німеччині, виріс в Англії, де почав свою сценічну кар'єру. Він був запрошений до Сполучених Штатів відомим бродвейським імпресаріо Даніелем Фроманом. Почав свою кар'єру в кіно в 1911 році, і в 1913 році перейшов в кінокомпанію «Essanay Studios». У 1915 році він почав з'являтися в комедіях Чапліна і продовжував зніматися у фільмах кінокомпанії «Mutual Film». Його остання поява у фільмі Чапліна була невелика роль у «Великому диктаторі», що вийшов у 1940 році.
Вайт також написав сценарій до фільму «Потрійна неприємність».
Вайт, як правило, грав чепуристих лиходіїв або дворян.

## Фільмографія
- 1914 — Вхід і вихід / In and Out — Фріц
- 1915 — Робота / Work
- 1915 — Його нова робота / His New Job — актор в ролі гусарського офіцера
- 1915 — Ніч безперервно / A Night Out — денді / клерк
- 1915 — Чемпіон / The Champion — аферист
- 1915 — В парку / In the Park — граф
- 1915 — Жінка / A Woman — нероба в парку
- 1915 — Втеча в автомобілі / A Jitney Elopement — граф Хлорид-де-Лайм
- 1915 — Кармен / Burlesque on Carmen — Моралес, офіцер охорони
- 1915 — Банк / The Bank — клерк
- 1915 — Бродяга / The Tramp — перший грабіжник
- 1915 — Зашанхаєнний / Shanghaied — завербований матрос
- 1916 — Пожежник / The Fireman — господар палаючого будинку
- 1916 — Бродяга/ The Vagabond — старий єврей / стара циганка
- 1918 — Його найкращий день / His Day Out
- 1918 — З самого ранку / Bright and Early — чесний шахрай
- 1918 — Потрійна неприємність / Triple Trouble — граф
- 1918 — Підручний / The Handy Man
- 1918 — Шахрай / The Rogue — граф
- 1920 — Авантюристка / An Adventuress
- 1920 — Острів любові
- 1922 — Кров і пісок / Blood and Sand — Антоніо
- 1923 — Навіщо турбуватися? / Why Worry?
- 1924 — Золота рибка / The Goldfish
- 1925 — Загублений світ / The Lost World
- 1934  — До справи береться флот / Here Comes the Navy  — професор